# (46587) 1992 UJ1
(46587) 1992 UJ1 là một tiểu hành tinh vành đai chính. Nó được phát hiện bởi Seiji Ueda và Hiroshi Kaneda ở Kushiro, Hokkaidō, Nhật Bản, ngày 22 tháng 10 năm 1992.